# Michal Masný
Michal Masný (Žilina, 14 agosto 1979) è un ex pallavolista slovacco, di ruolo palleggiatore.

## Carriera

### Club
La carriera di Michal Masný inizia nel settore giovanile dello Žilina. Inizia la carriera professionistica nella stagione 1998-99 quando debutta nell'Extraliga slovacca con la Lokomotíva Zvolen. Ritorna a giocare nello Žilina nella stagione 2000-01, restandovi per un biennio.
Fa la sua prima esperienza all'estero nell'annata 2002-03, giocando nella 1. Bundesliga austriaca col Tirol, vincendo la Coppa d'Austria e raggiungendo la finale scudetto. Nei due campionati successivi veste la maglia dell'Odolena Voda e del neonato Kladno, nella Extraliga ceca, vincendo due scudetti ed una Coppa della Repubblica Ceca, prima di passare poi all'Opava per una stagione.
Dopo una stagione di inattività, nella stagione 2007-08 firma nella Polska Liga Siatkówki col Płomień Sosnowiec. Resta in Polonia anche nel biennio seguente, difendendo i colori dello ZAKSA, mentre nel campionato 2010-11 approda per un triennio al Łuczniczka Bydgoszcz, prima di approdare per lo stesso periodo allo Jastrzębski Węgiel nella stagione 2013-14, nella quale raggiunge la finale di Coppa di Polonia, dove viene premiato come miglior palleggiatore.
Nelle annate seguenti firma per una stagione con altri club della Polska Liga Siatkówki, ossia il Trefl Gdańsk, il Cuprum Lubin e il Warta Zawiercie.

### Nazionale
Nell'estate del 2003 debutta nella nazionale slovacca, con cui in seguito vince la medaglia di bronzo all'European League 2007, ricevendo anche il premio di miglior palleggiatore, e quella d'oro nel 2008, risultato che ripete anche all'European League 2011, premiato nuovamente come miglior palleggiatore.

## Palmarès

### Club
- Campionato ceco: 2

2003-04, 2004-05
- Coppa d'Austria: 1

2003-04
- Coppa della Repubblica Ceca: 1

2003-04

### Nazionale (competizioni minori)
- European League 2007
- European League 2008
- European League 2011

### Premi individuali
- 2007 - European League: Miglior palleggiatore
- 2011 - European League: Miglior palleggiatore
- 2014 - Coppa di Polonia: Miglior palleggiatore